# 宇佐川一正
宇佐川 一正（うさがわ かずまさ、1849年12月24日（嘉永2年11月10日） - 1927年（昭和2年）11月10日）は、明治から昭和初期の日本陸軍軍人、政治家、華族。最終階級は陸軍中将。貴族院男爵議員。

## 経歴
長州藩士・藤村太郎右衛門の四男として生まれ、宇佐川久平の養子となる。伏水教導隊に入り、下士官試補、権曹長、曹長と昇進し、1874年（明治7年）6月、陸軍戸山学校を卒業し、翌月、歩兵少尉に任官。以後、歩兵第14連隊付となり、1877年（明治10年）2月、西南戦争に出征した。歩兵第24連隊大隊副官、歩兵第1旅団参謀、同副官、近衛歩兵第1旅団副官、第1師団参謀、歩兵第17連隊付、監軍部副官、近衛師団参謀などを歴任し、日清戦争には第1軍参謀として出征し、田村怡与造の後任として同軍参謀副長となった。
近衛師団司令部付、京城公使館付、第10師団参謀長、陸軍省軍務局軍事課長などを経て、1901年（明治34年）4月、陸軍少将に進級。歩兵第20旅団長を経て、日露戦争時の軍務局長を務めた。1906年（明治39年）7月、陸軍中将となり、1908年（明治41年）12月、予備役に編入された。1911年（明治44年）11月10日、後備役となる。1916年（大正5年）4月1日に退役した。
その後、東洋拓殖会社初代総裁を務めた。また、1907年（明治40年）9月、男爵を叙爵し華族となる。1917年（大正6年）6月2日、補欠選挙で貴族院男爵議員に選出され、公正会に属して活動し死去するまで在任した。

## 栄典
叙位
- 1889年（明治22年）7月15日 - 正七位[10]
- 1892年（明治25年）4月6日 - 従六位[11]
- 1895年（明治28年）3月28日 - 正六位[12]
- 1897年（明治30年）10月30日 - 従五位[13]
- 1901年（明治34年）7月10日 - 正五位[14]
- 1906年（明治39年）7月30日 - 従四位[15]
- 1911年（明治44年）
  - 9月11日 - 正四位[16]
  - 12月11日 - 従三位[17]
- 1921年（大正10年）12月20日 - 正三位[18]

勲章等
- 1885年（明治18年）11月19日 - 勲五等双光旭日章[19]
- 1889年（明治22年）11月29日 - 大日本帝国憲法発布記念章[20]
- 1893年（明治26年）11月29日 - 勲四等瑞宝章[21]
- 1895年（明治28年）
  - 10月18日 - 旭日小綬章・功四級金鵄勲章[22]
  - 11月18日 - 明治二十七八年従軍記章[23]
- 1899年（明治32年）5月9日 - 勲三等瑞宝章[24]
- 1901年（明治34年）12月27日 - 旭日中綬章[25]
- 1902年（明治35年）5月10日 - 明治三十三年従軍記章[26]
- 1905年（明治38年）11月30日 - 勲二等瑞宝章[27]
- 1906年（明治39年）4月1日 - 旭日重光章・功二級金鵄勲章・明治三十七八年従軍記章[28]
- 1907年（明治40年）9月21日 - 男爵 [29]
- 1913年（大正2年）12月28日 - 金杯一組[30]
- 1927年（昭和2年）11月10日 - 勲一等瑞宝章[31]

外国勲章佩用允許
- 1903年（明治36年）12月18日 - タイ王国：王冠第二等勲章[32]
- 1904年（明治37年）12月2日 - 大清帝国：二等第二双竜宝星[33]
- 1905年（明治38年）8月29日 - 大韓帝国：勲一等八卦章[34]
- 1908年（明治41年）2月21日 - 大清帝国：頭等第三双竜宝星[35]
- 1909年（明治42年）12月10日 - ロシア帝国：神聖アンナ第一等勲章[36]

## 親族
- 娘婿 斎藤義夫（陸軍中将）[1]